# Михаил Александрович (князь тверской)
Михаи́л Алекса́ндрович (в иночестве Матве́й, 1333, Псков — 26 августа 1399, Тверь) — князь микулинский и тверской (1368—1382), великий князь Тверской (1382—1399), один из младших сыновей Александра Михайловича Тверского.
Успешно боролся против кашинских удельных князей и, с помощью Ольгерда литовского, против влияния Дмитрия Ивановича московского на тверские дела, соответственно присоединив Кашин и провозгласив себя великим князем Тверским (1382). Вместе с тем претензии Михаила на великое княжение Владимирское оказались неудачными из-за позиции Золотой Орды, лишь кратковременно поддерживавшей его в период правления темника Мамая, а после объединения ханом Тохтамышем сделавшей Владимир наследственной собственностью московских князей.

## Биография
Михаил родился во Пскове, где жил его отец, скрывшийся из Твери после восстания. Его крестил приезжавший в том году во Псков для установления союза с Александром Михайловичем архиепископ Новгородский и Псковский Василий Калика. Это был первый за 7 лет визит архиепископа Новгородского к псковичам. Архиепископ Василий затем оставался его учителем.
После гибели в Орде Александра Михайловича и своего старшего брата Фёдора (1339) Всеволод Александрович получил Холм, а Михаил — Микулин, став первым удельным князем микулинским. После этого летописи упоминают о нём под 1362 годом, называя его добрым и любимым князем.
Уже в 1362 году, ещё при жизни Всеволода, Василий Михайлович, состоявший в родстве с московскими князьями (Михаил Васильевич с 1349 года был женат на Василисе Симеоновне), осаждал Михаила в Микулине. В 1364 году от чумы умерли Всеволод и Семён Константинович, завещавший свой удел Белый Городок Михаилу, что вызвало недовольство Еремея Константиновича. Митрополит Алексий поручил разобрать дело тверскому владыке Василию, и в 1366 году тот решил дело в пользу Михаила, за что был вызван в Москву и претерпел там протор велик.
Зная, что великий князь Дмитрий и митрополит поддерживают его дядю, Михаил в 1367 году отправился за помощью в Литву, к своему зятю (по сестре) Ольгерду.
Воспользовавшись этим, Василий и Еремей провели поход на Микулин, но Михаил вернулся от Ольгерда с литовской помощью, захватил в Твери жён Василия и Еремея, многих из их бояр, подошёл к Кашину, где находился Василий. Но по дороге, в селе Андреевском, его ждали послы от дяди и тверского епископа Василия. Они убедили Михаила помириться с Василием и Еремеем, целуя крест. Василий должен был оставить Тверь племяннику, довольствуясь только Кашином.

### Борьба с Москвой

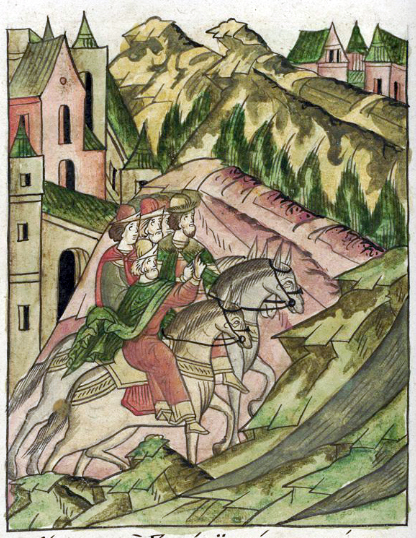
Михаил Александрович уезжает в Орду

В 1368 году князь Еремей приехал в Москву с требованием распределить уделы Тверского княжества. Великий князь Дмитрий и митрополит Алексей пригласили Михаила в Москву на третейский суд, гарантировав ему безопасность. Однако после устроенного на скорую руку суда Михаила и его бояр сделали пленниками, расселив в разных домах. Воспользоваться этим обманом Дмитрий Иванович, впрочем, не успел, так как узнал о неожиданном приезде в Москву ордынских послов. Испугавшись их визита, он освободил Михаила, при этом с тверского князя была взята клятва «быть довольным и не жаловаться». Кроме того, под давлением великого князя он должен был уступить Еремею Белый Городок, куда тот выехал с московским наместником. Михаил спешно покинул Москву, громогласно обвиняя Дмитрия и митрополита.
В том же году умер Василий Михайлович, и Михаил Александрович стал тверским князем не только фактически, но и юридически, что сразу же вызвало конфликт с Москвой.
Под предлогом защиты сына Василия Михаила Дмитрий Московский послал войска в Тверское княжество. Не имея сил для самостоятельного сопротивления, Михаил уехал за помощью к мужу своей сестры Ольгерду. Сумев скрытно провести все приготовления к походу, литовский князь двинулся на Москву.
Разгромив на реке Тросне московский сторожевой полк, Ольгерд первый раз осадил Москву. Однако, построенный незадолго до этого белокаменный кремль стал непреодолимым препятствием для литовцев и тверичей, а в западные владения Ольгерда вторглись крестоносцы, и он вынужден был снять осаду спустя 3 дня, подвергнув страшному разорению окрестности и уведя много пленных. По мирному договору, Михаил получил обратно Белый Городок и другие волости покойного двоюродного брата Семёна Константиновича.
Михаил Александрович в 1369 году укрепил Тверь деревянной стеной. В августе 1370 года Дмитрий вновь объявил ему войну. Михаил снова бежал к Ольгерду, а посланные Дмитрием войска опустошили Тверскую землю. Вскоре в тверские земли с большой ратью явился и сам великий князь, он захватил и пожёг города Зубцов и Микулин, волости и сёла и многих жителей увёл в плен.
Узнав об этом, Михаил выехал за помощью в Орду, его московские друзья дали ему знать, что на пути в Орду Дмитрий расставил заставы, чтобы его перехватить. Михаилу пришлось опять вернуться в Литву и снова кланяться Ольгерду.

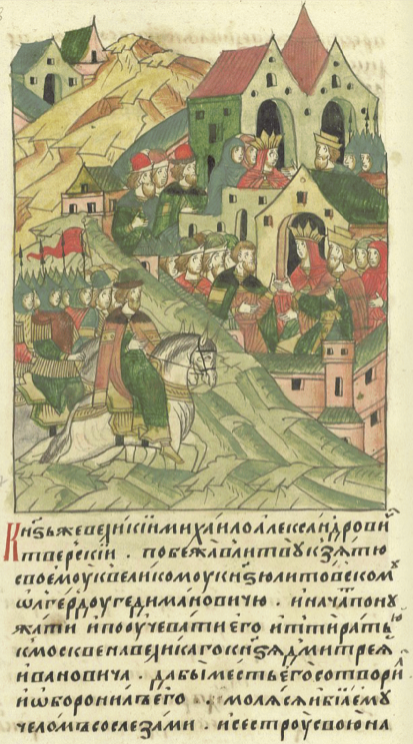
Михаил Александрович Тверской приезжает в Литву и просит Ольгерда начать поход на Русь

В Рождественский пост Ольгерд двинулся к Москве с братом Кейстутом, Михаилом Тверским и Святославом Смоленским. Они безуспешно штурмовали Волоколамск, крепость взять не смогли, но три дня грабили окрестности, после чего двинулись к Москве. 6 декабря 1370 года Ольгерд осадил Москву. Однако через 8 дней предложил мир, узнав, что против него начали собираться серпуховские и рязанские войска. Но Дмитрий согласился только на перемирие до Петрова дня. Ольгерд отступил в Литву. Михаил тоже помирился с Дмитрием и возвратился в Тверь.
Однако весной 1371 года тверской князь отправился в Орду и выхлопотал там ярлык на великое княжение Владимирское. Ордынцы предлагали ему свои войска, чтобы помочь утвердиться во Владимире, но Михаил отказался и возвратился обратно на Русь только с ханским послом Сарыходжой. Однако Дмитрий Московский взял со всех городов присягу не пускать Михаила. Когда Сарыходжа послал звать Дмитрия во Владимир к ярлыку, тот велел передать ему: «К ярлыку не еду, Михаила на княжение Владимирское не пущу; а тебе, послу, путь чист». Отдав ярлык Михаилу, посол отправился из Мологи в Москву, а тверской князь, недовольный поворотом дела, разорил Кострому, Мологу, Углич и Бежецкий Верх. После этого он вернулся в Тверь и отправил в Орду своего сына Ивана.
Туда же отправился и Дмитрий Московский, который сумел убедить темника Мамая оставить великое княжение за ним. Тверскому же князю из Орды было передано послание: «Мы тебе дали великое княжение, давали и войско, чтоб посадить тебя на нем; но ты войска нашего не взял, говорил, что сядешь одною своею силою; так сиди теперь с кем хочешь, а от нас помощи не жди». Сын Михаила Иван задолжал в Орде 10000 рублей, что вдвое превышало размер годовой дани в Орду с владимирского великого княжения. Дмитрий выкупил его и забрал с собой в Москву, где он жил на митрополичьем дворе, пока его не выкупил отец. Войска Дмитрия захватили Бежецк, убив михаилова наместника, и пограбили тверские волости.
Михаил стал вновь убеждать Ольгерда двинуть войска на Русь. В 1372 году Михаил вместе с Кейстутом и Андреем Ольгердовичем неудачно подступал под Переславль-Залесский и взял Дмитров (как упоминается, к примеру, в летописи Авраамки под 1372 годом «…взял град Дмитров, а посад и села пожже, а бояр многое множество и людей с женами и детьми сведе в Тферь»), а затем взял Торжок.
Ольгерд вновь пошёл на Москву, но под Любутском вместо битвы произошло заключение мира между Москвой и Литвой (1372), в ознаменование которого Владимир Серпуховской женился на Елене Ольгердовне. Михаил в борьбе против Москвы оказался предоставлен собственным силам.
В 1374 году Михаил принял у себя бежавшего из Москвы сына последнего московского тысяцкого Василия Ивана, вновь получил ярлык и атаковал Торжок и Углич, что вызвало ответный поход почти всех северо-восточных русских князей (а также смоленского) под Тверь. Ольгерд только нанёс удар по беззащитным смоленским землям в качестве реакции на участие пребывавших с ним до этого в союзе смолян в походе против союзных ему тверичей. На этот раз Михаил вынужден был отказаться от претензий на Кашин, признать себя младшим братом московского князя и согласиться участвовать в войнах Московского княжества с Ордой, как в оборонительных, так и наступательных. Однако, об участии тверских войск в Куликовской битве 1380 года сведений нет, за исключением кашинцев и отряда Ивана Холмского.

### Великий князь Тверской
В 1382 году после разорения Тохтамышем Москвы Михаил побывал в Орде, безуспешно добывая ярлык на великое княжение. Согласившийся на возобновление выплаты дани Дмитрий Донской получил санкцию Тохтамыша на переход владимирского великого княжения в род московских князей, но при этом Тверское великое княжество получило независимость, которую сохранило на целое столетие до 1485 года. Кроме того, кашинский удел был присоединён к Твери после смерти Василия Кашинского, внука Василия Кашинского и Тверского (1382).
Около 1396 года, после поражения Тохтамыша от Тимура и утверждения в Сарае тимурова ставленника Едигея, Михаил вновь попытался получить ярлык на владимирское княжение, но также безуспешно.
Умер 26 августа 1399 года, приняв перед смертью постриг в тверском Афанасьевском монастыре, погребен в Спасском соборе Твери. Завещал великое княжение не только сыну Ивану, но и его детям Александру и Ивану, тем самым отказавшись от старого порядка наследования.
Канонизирован. Герой (как и его дед и тёзка Михаил Ярославич Тверской) древнерусской биографической повести. «Повесть о преставлении Михаила Александровича Тверского» отразилась в новгородской Карамзинской, Софийской I, Вологодско-Пермской летописях и Московском своде конца XV века.

## Семья и дети
Жена с 1354 г: Евдокия (?-1 ноября 1404), дочь князя Суздальского Константина Васильевича.
Дети:
- Александр (ум. 1357/1358)
- Иван (1357/1358 — 1425), великий князь тверской с 1399
- Александр Ордынец (ум. 1389), князь кашинский с 1382
- Борис (1362—1395), князь кашинский и кснятинский с 1389
- Василий (1364—1426), князь кашинский и кснятинский с 1395
- Фёдор (ум. 1410), князь микулинский с 1399

## В культуре
Михаил Александрович стал одним из персонажей романов Дмитрия Балашова «Отречение» (из цикла «Государи Московские»), Юрия Лощица «Дмитрий Донской».